# Fry il ritardatario
Fry il ritardatario (The Late Philip J. Fry) è il settimo episodio della sesta stagione della serie animata Futurama. La trasmissione negli Stati Uniti d'America avvenne il 29 luglio 2010 sull'emittente Comedy Central, mentre in Italia avvenne il 15 giugno 2012 sull'emittente Italia 1.
L'episodio fu vincitore di un Premio Emmy nel 2011.

## Trama
Durante la notte, Fry non riesce a dormire per colpa di Bender, che se la spassa con una fem-bot facendo rumori assordanti e fastidiosi.
La mattina seguente, dopo una notte in bianco, Fry arriva in ritardo al lavoro e dimentica di avere invitato Leela a uscire a pranzo per il suo compleanno; Leela finisce quindi per pranzare da sola mentre lo aspetta. Al suo arrivo, Leela si arrabbia con Fry e va via lasciandogli un conto salato da pagare.
Per riparare all'uscita rovinata, Fry la invita nuovamente per quella sera in un ristorante chiamato Caverna nel Verde, rifiutando di andare alla festa di addio al celibato di Edonista Bot con Bender e il Professore. Purtroppo, a causa del ritardo sul lavoro avuto quella mattina, il professor Farnsworth trattiene Bender e Fry per fargli collaudare la sua macchina del tempo, capace di viaggiare solo in avanti (poiché afferma che viaggiare indietro nel tempo provoca solo guai). I tre la collauderanno quindi andando avanti nel tempo solo di un minuto e Fry, mentre il professore imposta la macchina, ne approfitta per registrare un biglietto di auguri vocale per Leela. Mentre aziona il macchinario, il professore scivola per errore, portando così la manetta alla massima velocità. Il biglietto di Fry vola fuori dalla macchina e i tre finiscono nell'anno 10.000 d.C., dove la civiltà è ormai allo sfascio e ci sono soltanto poche persone che vivono per strada in povertà. Poiché la macchina non è in grado di tornare indietro Fry, Bender e il Prof. decidono di continuare ad andare avanti nel tempo finché non troveranno un'epoca in cui è stata inventata una macchina capace di riportarli indietro.
Finiscono così per viaggiare inutilmente attraverso le epoche future: da un'altra era glaciale a un futuro in cui la terra è ricoperta dall'acqua, fino a un futuro (nell'anno un milione e mezzo) in cui le giraffe hanno schiavizzato l'umanità. Nell'anno cinque milioni trovano un futuro dove la popolazione della Terra è divisa in esseri intelligenti nano-rosei di superficie e in grossi esseri cavernicoli sotterranei. I primi promettono di costruire una macchina che possa andare indietro nel tempo nel giro di 5 anni, ma sfortunatamente, dopo che il gruppo avanza di cinque anni, scoprono che i cavernicoli hanno conquistato la civiltà della superficie uccidendone tutti gli abitanti. I tre continuano quindi a viaggiare e arrivano in un'epoca dove dei robot in stile Terminator hanno quasi sterminato tutta la razza umana. A Bender piace questa epoca e vorrebbe rimanerci, ma Fry e il Professore glielo impediscono continuando ancora il viaggio. Il gruppo arriva quindi in un'epoca dove la Terra è popolata da donne molto intelligenti, che hanno costruito una macchina capace di viaggi temporali a ritroso. Le donne dichiarano di volerli aiutare ma, vista la scarsità di uomini nella loro epoca, li invitano prima a un banchetto della fertilità. Fry e il Prof. decidono di trattenersi ma Bender, ancora arrabbiato perché i due non lo avevano fatto rimanere nell'epoca precedente, si vendica riattivando la macchina del tempo, facendoli arrivare nell'anno 1.000.000.000 d.C.
Le vicende di Fry, Bender e del Professore sono intramezzate dal racconto di cosa è successo nella loro epoca dopo la loro partenza. Nel 3010, Leela sta aspettando inutilmente che Fry venga all'appuntamento al ristorante, perciò mangia nuovamente da sola e arrivata alla Planet Express chiede di Fry ai colleghi che, non avendolo visto, suppongono che abbia cambiato idea e sia andato alla festa con Bender e il Professore. In quel momento, passa al telegiornale la notizia che l'esplosione di un robot alla festa non ha lasciato superstiti tra i partecipanti, facendo disperare la già furiosa Leela.
Con l'equipaggio che pensa che i tre siano quindi morti, Leela assume il controllo della Planet Express, trasformandola negli anni in un'azienda di successo. Zoidberg viene subito licenziato per la sua incompetenza e, nel 3030, la ditta si è allargata, arrivando a possedere decine di navette e di equipaggi. Leela rimpiange però i vecchi tempi e, poiché rivede in lui lo scomparso Fry, inizia una relazione con Cubert, con il quale successivamente si sposa. Nel 3050, quando ormai la Planet Express è diventata un colosso industriale e Leela ha divorziato, appare improvvisamente il biglietto perso da Fry. Leela lo apre e scopre la verità, e capisce che Fry non ha nessuna colpa di ciò che è accaduto. Si reca quindi alla Caverna nel Verde dove non esiste più il ristorante, e con la sua pistola laser crea dei fori sul soffitto dai quali inizia a gocciolare acqua.
Intanto Fry, Bender e il professore, scoperto che nel 1.000.000.000 d.C. la vita non esiste più, si rassegnano all'idea di non poter mai più fare ritorno. Fry, vagabondando nel mondo deserto, trova i resti della Caverna nel Verde e scopre un messaggio nella roccia lasciato per lui da Leela che si è formato grazie all'acqua che, gocciolando, negli anni ha formato delle stalagmiti. Il messaggio di Leela dice che, nonostante sia stato breve, il tempo trascorso con lui è stato il migliore della sua vita.
Fry è sollevato e con gli amici continua ad andare avanti per assistere alla fine dell'universo bevendo birra. A un tratto, però, scoppia un secondo Big Bang, che ricrea da capo un nuovo universo identico al loro. I tre continuano ad andare avanti, assistendo agli eventi del passato, per fare finalmente ritorno alla loro epoca (il professore fa, però, una sosta per eliminare Hitler), ma quando sono quasi arrivati, il Professore scivola nuovamente portandoli ancora troppo avanti, costringendoli a dover di nuovo fare tutto il giro (il professore questa volta elimina per sbaglio Eleanor Roosevelt).
I tre ritornano quindi finalmente nel 3010, al momento in cui stavano per collaudare la macchina del tempo. Il nuovo universo è 3 metri più basso di quello da cui provenivano, e la macchina del tempo ricadendo al suolo elimina le loro controparti duplicate, risolvendo così il paradosso del viaggio nel tempo.
Così, Fry riesce ad arrivare in tempo all'appuntamento con Leela, che si complimenta con lui. I due terminano la serata guardando il cielo e scambiandosi il loro reciproco amore, mentre Bender sullo sfondo sta sotterrando i corpi dei loro doppi.

## Produzione
L'episodio è stato scritto da Lewis Morton e diretto da Peter Avanzino. La lettura del copione di questo episodio è avvenuta il 21 ottobre 2009. Dal 16 al 23 giugno 2010, come parte dell'evento "Countdown per Futurama", Comedy Central ha rilasciato in anteprima vari materiali provenienti dall'episodio, tra cui lo storyboard della macchina del tempo e i disegni dei personaggi invecchiati. Comedy Central ha anche pubblicato uno spezzone dell'episodio in anteprima il 23 luglio.

## Riferimenti culturali
L'episodio si ispira al racconto Flight to Forever di Poul Anderson, che parla di due uomini rimasti bloccati in una macchina del tempo che viaggia solo in avanti. L'episodio contiene anche molti altri riferimenti a opere riguardanti il viaggio nel tempo, tra cui Il Pianeta delle Scimmie, Terminator, il romanzo La macchina del tempo di H.G. Wells, Tau Zero, e Infinito di Olaf Stapledon. Le rappresentazioni del passato mostrano diversi rimandi a precedenti episodi della serie. Il Professor Farnsworth sfrutta il viaggio nel tempo per uccidere Adolf Hitler con un classico paradosso temporale. Quando il Professore chiede della rivolta delle macchine al soldato dell'anno dieci milioni, la risposta "Le avevamo costruite per renderci la vita più facile, ma si sono ribellate" è tratta dall'introduzione di Battlestar Galactica. Il suono emesso dalla macchina del tempo è quello dell'Enterprise in Star Trek. Una parodia della canzone del 1969 In the Year 2525 del duo Zager and Evans accompagna le tappe del viaggio nel tempo. L'episodio è anche stato interpretato come un omaggio alla serie Guida galattica per gli autostoppisti di Douglas Adams, nella scena in cui Fry, Bender e il Professore guardano la fine dell'universo bevendo birra.

## Trasmissione e ascolti
L'episodio è stato trasmesso il 29 luglio 2010 su Comedy Central, registrando 2,046 milioni di spettatori.

## Riconoscimenti
L'episodio è stato acclamato dalla critica. Zack Handlen di The A.V. Club è entusiasta dell'episodio, e scrive che la comicità e le battute sono di ottima qualità per l'intero episodio. Ha apprezzato che la relazione tra Fry e Leela sia stata "finalmente" trattata, sostenendo inoltre che fino a questo episodio della stagione "il personaggio di Leela non era stato poi così valido". Ha lodato l'uso della fantascienza e l'astuta struttura dell'episodio, concludendo che: "sembra di essere tornati all'equilibrio giusto, con l'unione di commedia, idee chiare e una franchezza sorprendentemente non cinica. Direi che tutto ciò che era vecchio è tornato nuovo, e questa è un'ottima cosa." Robert Canning di IGN ha assegnato all'episodio 7,5 su 10, citandolo come un altro esempio delle idee intelligenti di Futurama sul tema del viaggio nel tempo. Sostiene che l'episodio mostri come "ci sia ancora un sacco di riflessione dietro alla creazione di queste trame", ma scrive anche che l'episodio non ha regalato abbastanza risate. Merrill Bar di Film School Rejects ha lodato l'episodio scrivendo che "tutte le battute colpiscono nel segno, ogni frase era azzeccata, ogni emozione era vera, ogni inquadratura era sorprendente, questo episodio è Futurama ai massimi livelli. Se c'è qualcosa di cui lamentarsi, è che la serie ha impiegato troppo tempo a tornare a questo livello di qualità." Ha concluso che "questo episodio, insieme a quello della scorsa settimana, ha ripristinato la mia piena fiducia nel team di produzione." Sean Gandert di Paste ha valutato l'episodio con 9,4 su 10 scrivendo che "il ritardatario è sicuramente il miglior episodio della stagione fino ad ora, e tra i migliori dell'intera serie. Quasi ogni episodio di questa stagione è stato migliore della scorsa, e sembra di essere finalmente tornati ai livelli del passato. Ora come ora, credo che ogni dubbio sul ritorno di Futurama dovrebbe essere fugato per bene."
Il creatore della serie Matt Groening considera questo episodio il suo preferito tra quelli della stagione. Sulla sua pagina Facebook, Maurice La Marche ha commentato che trova questo episodio "divertente, toccante, profondo, filosofico, e anche metafisico".
L'episodio ha vinto il premio di migliore programma d'animazione agli Emmy 2011.
Nel 2013 si è classificato quarto tra gli episodi più votati durante la maratona di Futurama di Comedy Central.